# Alectrias gallinus
Alectrias gallinus is een  straalvinnige vissensoort uit de familie van stekelruggen (Stichaeidae). De wetenschappelijke naam van de soort is voor het eerst geldig gepubliceerd in 1938 door Lindberg.